# マルコ・ローゼ
マルコ・ローゼ（Marco Rose，1976年9月11日 - ）は、ドイツ・ライプツィヒ出身の元サッカー選手、現サッカー指導者。現役時代のポジションはディフェンダー(CB)。

## 選手経歴

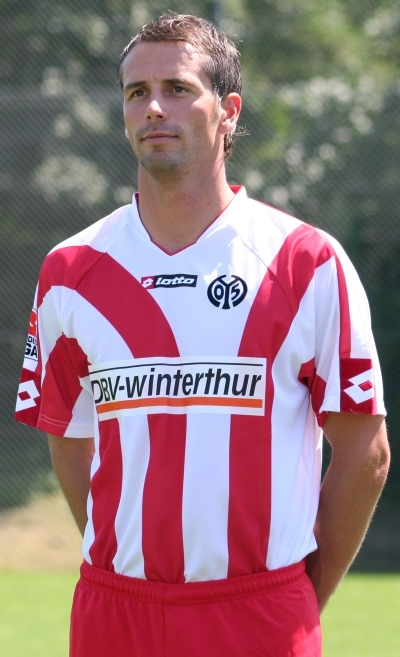
マインツ05選手時代（2006年）

1987年に1.FCロコモティヴェ・ライプツィヒ(当時)に入団し、1995年にトップチームに昇格。この時にはドイツ再統一の影響を受け、チームは名前をVfBライプツィヒに変更していた。2000年にハノーファー96に加入すると、2001-02シーズンのブンデスリーガ2部優勝＆1部昇格に貢献。この活躍がユルゲン・クロップの目に留まり、2002年に彼が率いるマインツ05にローン加入。翌2003年にチームが1部昇格を達成すると完全移籍に移行した。その後はセカンドチームにも混じりつつ8シーズンに渡りマインツでプレー、2010年に現役生活を終えた。

## 指導者経歴
現役最終年の2010年はセカンドチームでのプレーに従事しつつ、マルティン・シュミット監督の下で選手兼任コーチとして活動。これが指導者としてのキャリアの始まりだった。2012年に古巣のロコモティヴェ・ライプツィヒの監督に就任、監督としてのキャリアをスタートさせた。
2013年、レッドブル・ザルツブルクのSDだったラルフ・ラングニックから声がかかり、同クラブのU-16チーム監督に抜擢。次第にその資質を認められるようになり、2015年にはU-18の監督に昇格。2017年にはオーストリア勢初となるUEFAユースリーグ優勝をもたらすと、その腕を買われトップチーム監督に引き抜かれた。トップチームでも手腕を発揮し、初年度から国内リーグを制覇＆UEFAヨーロッパリーグベスト4進出を果たすと、翌年も国内リーグを制し2連覇を達成した。
2019年、ボルシア・メンヒェングラートバッハの監督に就任。2019-20シーズンはリーグ4位に導いた。
2021年2月15日、2021-22シーズンよりボルシア・ドルトムントの監督に就任することが発表。しかし、2021-22シーズンはFCバイエルン・ミュンヘンに10ポイント以上の大差を付けられ、更に無冠に終わり2022年5月20日の退任 (事実上の解任)となった。
2022年9月8日、RBライプツィヒの監督に就任。2022-23シーズンはカップ戦DFBポカールで優勝の結果を出したものの、2024-25シーズンにCL出場圏外に低迷していたのが影響し、2025年3月末をもって解任された。

## 監督成績
2025年3月30日現在
| クラブ                         | 就任          | 退任           | 記録 | 記録 | 記録 | 記録 | 記録 | 記録 | 記録 | 記録   |
| クラブ                         | 就任          | 退任           | 試   | 勝   | 分   | 敗   | 得   | 失   | 差   | 勝率   |
| ------------------------------ | ------------- | -------------- | ---- | ---- | ---- | ---- | ---- | ---- | ---- | ------ |
| FCロコモティヴェ・ライプツィヒ | 2012年7月1日  | 2013年6月1日   | 30   | 9    | 9    | 12   | 35   | 39   | −4   | 030.00 |
| レッドブル・ザルツブルク       | 2017年6月16日 | 2019年6月30日  | 114  | 81   | 23   | 10   | 269  | 88   | +181 | 071.05 |
| ボルシアMG                     | 2019年7月1日  | 2021年6月30日  | 88   | 41   | 19   | 28   | 169  | 122  | +47  | 046.59 |
| ドルトムント                   | 2021年7月1日  | 2022年5月20日  | 47   | 27   | 4    | 16   | 109  | 78   | +31  | 057.45 |
| RBライプツィヒ                 | 2022年9月8日  | 2025年03月30日 | 128  | 72   | 23   | 33   | 260  | 153  | +107 | 056.25 |
| 合計                           | 合計          | 合計           | 415  | 239  | 78   | 98   | 839  | 479  | +360 | 057.59 |

## タイトル

### 選手時代
ハノーファー96
- 2. ブンデスリーガ：2001-02

### 指導者時代
レッドブル・ザルツブルク U18
- UEFAユースリーグ：2016-17

レッドブル・ザルツブルク
- オーストリア・ブンデスリーガ：2017-18, 2018-19
- オーストリア・カップ：2018-19

RBライプツィヒ
- DFBポカール：2022-23
- DFLスーパーカップ：2023